# C/2007 U6 (SOHO)
C/2007 U6 (SOHO) – kometa jednopojawieniowa odkryta na zdjęciach SOHO przez Arkadiusza Kubczaka. Została odkryta 25 października 2007 roku. Należy do grupy komet Kreutza.